# Lias-d'Armagnac
Lias-d'Armagnac är en kommun i departementet Gers i regionen Occitanien i sydvästra Frankrike. Kommunen ligger i kantonen Cazaubon som tillhör arrondissementet Condom. År 2022 hade Lias-d'Armagnac 202 invånare.

## Befolkningsutveckling
Antalet invånare i kommunen Lias-d'Armagnac
Referens:INSEE